# Keikis

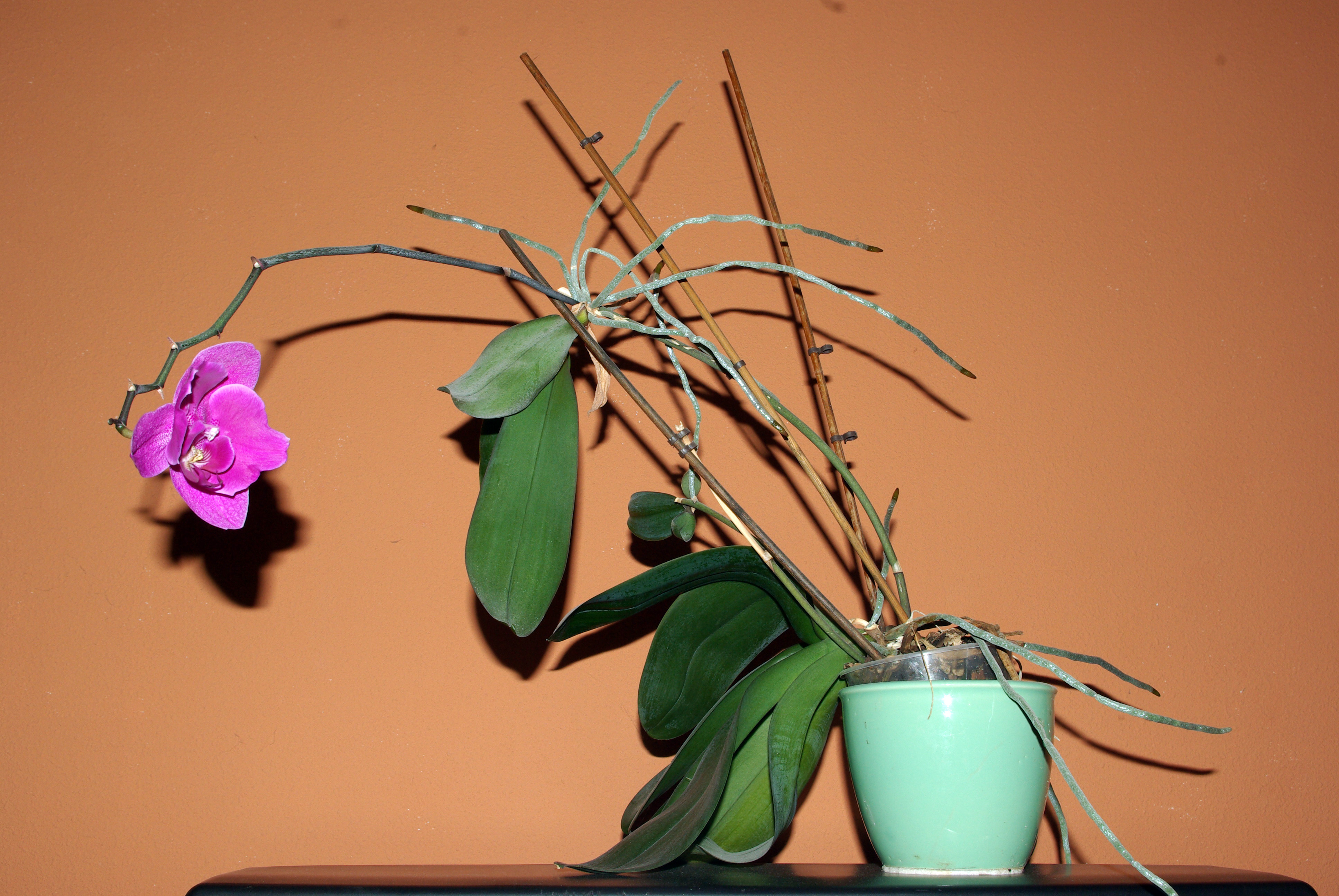
Dos keikis en orquídea del género Phalaenopsis

Keikis es un vocablo hawaiano que se utiliza para designar a un "bebé" y que en jardinería es como se denomina al "hijuelo" que en la planta madre de una orquídea (familia Orchidaceae) se emite en la vara floral, tras la floración. Son más propensos a desarrollarse en los géneros Phalaenopsis y Dendrobium. También se le llama acodo floral o acodo de sobreenraizamiento, aplicándose más comúnmente el primer nombre.
Al ser una forma de reproducción asexual el keiki es una copia exacta de la planta madre, un clon, que en algunas ocasiones puede llegar a florecer cuando todavía se encuentra ligado a la misma.

## Estimulación
Para estimular la aparición de keikis tras la floración, se corta la vara por encima de un nudo sobre la mitad de su longitud. Luego se retira con cuidado la pielecilla que cubre las yemas de los entrenudos, con mucho cuidado para no dañar estos. Con ello se consigue que les llegue más luz.
También se puede diluir una pizca de las hormona de crecimiento vegetal (benziladenina) en agua y con un pincel dar una fino toque en el corte para estimular su aparición. Una vez el keikis ha emitido unas raíces pequeñas se puede separar de la planta madre y sembrar en el sustrato apropiado.